# Баранов, Александр Николаевич (генерал-губернатор)
Алекса́ндр Никола́евич Бара́нов (23 апреля 1793 — 25 апреля 1821, Перекопский уезд, Таврическая губерния) — гражданский губернатор Таврической губернии (28 декабря 1819 — 25 апреля 1821), камергер, действительный статский советник, петербургский знакомый Пушкина.

## Биография
Родился в дворянской семье. Отец — Николай Иванович Баранов (1757—1824), бригадир, а позже — почетный попечитель московского Воспитательного дома, московский гражданский губернатор, сенатор, тайный советник.
В 17 лет — камер-юнкер. Начал службу в Московской уголовной палате. С 20 лет был у особых поручений в Министерстве полиции, камер-юнкер 5 класса.
В 1812 — при начальнике Московского ополчения; надворный советник в Московском губернском правлении.
В 1812—1813 — обер-прокурор 6 (уголовного) департамента Сената.(в это время сенатором в этом департаменте был его отец)
В 25 лет — камергер и действительный статский советник. В это время он — начальник отделения в Медицинском департаменте Министерства полиции и награжден орденами Св. Анны 2-й степени и Св. Владимира 4 степени.
Несмотря на молодость уже в 26 лет назначен гражданским губернатором Херсонской губернии, а через несколько месяцев — губернатором Таврической губернии (самый молодой губернатор в истории Крыма). По словам мемуариста А. М. Фадеева, назначению на должность губернатора поспособствовал лично император Александр I.
Судя по кратким заметкам его старого знакомого Г. В. Геракова, побывавшего у него летом 1820 года и познакомившегося с некоторыми идеями губернатора, Баранов был полон планов переустройства жизни губернии. Гераков сделал такую запись: «отрадно родителям иметь такого сына, и весело стране иметь подобных сограждан, посвящающих юные лета свои для счастия ближних». Александру Николаевичу удалось создать почтовую дорогу от Бахчисарая до Севастополя через Мекензиевые горы, был приведен в порядок городской сад. В числе его предложений — меры по улучшению торговли в Феодосии, которая в то время была основным морским портом на полуострове, обустройство путевого сообщения с Южным берегом Крыма, создание почтовой дороги из Феодосии через Арабатскую стрелку до Геническа и Мариуполя, создание карантинных служб в портах. Часть из этих предложений была реализована его преемниками.
Жил А. Н. Баранов в Симферополе в особняке губернатора на Лазаревской улице (дом полностью перестроен в 1835 году).
Близкий друг декабриста и одного из крупнейших деятелей русского либерализма Николая Ивановича Тургенева (1789—1871).
Александр Сергеевич Пушкин в сентябре 1820 года провел у А. Н. Баранова в Симферополе вместе с Н. Н. Раевским, вероятно, около недели или посещал его в это время. Накануне отъезда в Кишинев 15 сентября Пушкин танцевал на балу у Баранова. (Раевские вывезли Пушкина на юг с целью восстановления после перенесённого им воспаления легких).)
25 апреля 1821 года Александр Николаевич скончался от солнечного удара «во время объезда губернии в Перекопской степи», как было сказано на надгробной плите. По поводу его смерти Пушкин, находясь в Кишиневе, записал в дневнике в 1821 году: «9 мая… Баранов умер. Жаль честного гражданина, умного человека».
Был похоронен на Старом христианское кладбище Симферополя, впоследствии снесённом в 1930-е годы.